# 4500 Паскаль
4500 Паскаль (4500 Pascal) — астероїд головного поясу, відкритий 3 лютого 1989 року.
Тіссеранів параметр щодо Юпітера — 3,180.